# Belarus beim Eurovision Young Musicians
Übertragende Rundfunkanstalt
 
Seit Juni 2021 kein EBU-Mitglied mehr
Erste Teilnahme
2010
Bisher letzte Teilnahme
2012
Anzahl der Teilnahmen
2
Höchste Platzierung
k. A.
Dieser Artikel befasst sich mit der Geschichte Belarus als Teilnehmer des Wettbewerbs Eurovision Young Musicians.

## Regelmäßigkeit der Teilnahme und Erfolg im Wettbewerb
Belarus nahm erstmals 2010 am Eurovision Young Musicians teil. Der Cellist Ivan Karizna erreichte dabei auf Anhieb das Finale, wobei er eine Platzierung unter den ersten drei verpasste. Dieser Erfolg konnte zwei Jahre später wiederholt werden. 2014 zog sich der zuständige Sender Belteleradyjokampanija (BTRC) ohne eine nähere Begründung vom Wettbewerb zurück.
Am 31. Mai 2021 verkündete die EBU, dass die Mitgliedschaft des belarussischen Senders suspendiert worden sei. Grund hierfür waren Verstöße gegen die Regularien des Eurovision Song Contests. Dem Sender wurde eine Frist von zwei Wochen eingeräumt zu reagieren – am 30. Juni 2021 wurde die Belaruskaja Tele-Radio Campanija von der EBU ausgeschlossen. Damit ist eine Voraussetzung für die Teilnahme eines Senders am Eurovision Young Musicians teilzunehmen, nicht mehr gegeben, sodass Belarus zurzeit nicht mehr daran teilnehmen kann. Am 27. August wurde bekannt, dass die Suspendierung bis zum 1. Juli 2024 gültig ist. Dies wurde von der EBU jedoch im April 2024 revidiert, so sei die Sperre ohne Ablaufdatum. Dadurch ist eine Rückkehr Belarus bis auf weiteres ausgeschlossen.

## Liste der Beiträge
Farblegende: – 1. Platz. – 2. Platz. – 3. Platz. – ausgeschieden im Halbfinale/in der Qualifikation. – keine Teilnahme/nicht qualifiziert.
| Jahr                          | Interpret                                 | Instrument                                | Stücke | Platz Finale                              | Platz Halbfinale                          | Nationale Vorentscheidung                 |
| ----------------------------- | ----------------------------------------- | ----------------------------------------- | --- | ----------------------------------------- | ----------------------------------------- | ----------------------------------------- |
| 2010                          | Ivan Karizna                              | Cello                                     | Cellokonzert Nr. 1 in C-Dur, 3. Satz Allegro molto von Joseph Haydn | k. A. / 7                                 | k. A. / 9                                 |                                           |
| 2012                          | Alexandra Dzenisenia                      | Zymbal                                    | Carmen "Fantasie", based on Themes from the Opera of Georges Bizet von Franz Waxman Blow light wind, blow! (adaptation of Belarusian folk song) von Valeri Zhiwaliewski Csardas von Alexander Tsygankow | k. A. / 7                                 | k. A. / 9                                 |                                           |
| 2014 2016 2018 2020 2022 2024 | Auf Teilnahme verzichtet bzw. suspendiert | Auf Teilnahme verzichtet bzw. suspendiert | Auf Teilnahme verzichtet bzw. suspendiert | Auf Teilnahme verzichtet bzw. suspendiert | Auf Teilnahme verzichtet bzw. suspendiert | Auf Teilnahme verzichtet bzw. suspendiert |